# Década de 1770 nos Estados Unidos
Esta é uma cronologia de década de 1770 nos Estados Unidos.

## 1770
- 28 de janeiro: Lord North torna-se o primeiro-ministro da Grã-Bretanha.
- 5 de março: Um conflito entre colonos norte-americanos e tropas britânicas comandadas pelo Capitão Thomas Preston deixa cinco norte-americanos mortos e oito feridos em um incidente que daria início à Guerra da Independência dos Estados Unidos cinco anos mais tarde (Massacre de Boston). Um dos cinco norte-americanos é o primeiro afro-americano a ser morto durante o Massacre de Boston.[1][2][3][4][5][6]
- 6 de março: Capitão britânico Thomas Preston e seis soldados são presos por assassinato de cinco norte-americanos.[7]
- 24 a 30 de outubro: Acontece o julgamento do capitão Thomas Preston e dos soldados britânicos em Boston Harbor. Eles são defendidos pelos advogados patriotas John Adams e Josiah Quincy. Preston e quatro soldados são absolvidos.[4][7]

## 1771
- 8 de setembro: A Missão de San Gabriel (Mission San Gabriel Arcángel), um centro religioso, é fundada pelos padres espanhóis Pedro Cambon e Angel Somera em San Gabriel, Califórnia.

## 1772
- 1 de setembro: A Missão de San Luis Obispo de Tolosa (Mission San Luis Obispo de Tolosa) é fundada em San Luis Obispo, Califórnia.
- 2 de novembro: Samuel Adams e Joseph Warren fundam o primeiro Comitê de Correspondência em Boston.[8][9][10]

## 1773
- 12 de janeiro: O primeiro museu norte-americano é criado em Charleston, Carolina do Sul.[11]
- 10 de maio: A Lei do Chá é aprovada pelo Parlamento da Grã-Bretanha, autorizando o monopólio do comércio do chá à Companhia Britânica das Índias Orientais.[10][12][13]
- 17 de novembro: O primeiro dos três navios da Companhia Britânica das Índias Orientais, HMS Dartmouth, chega a Boston.[10][14]
- 27 de novembro: O primeiro dos três navios britânicos, Darthmouth, chega em Boston.[10]
- 16 de dezembro: Um grupo de colonos norte-americanos disfarçam dos índios Mohawk a bordo de três navios e jogam 342 caixotes de chá pertencentes à Companhia Britânica das Índias Orientais atirando-os às águas do porto de Boston como um protesto contra o imposto de chá britânico, em um episódio conhecido como a Festa do Chá de Boston.[2][10][15][16]

## 1774
- 25 de março: A Lei do Porto de Boston (Boston Port Act), um dos Atos Intoleráveis, é aprovada pelo Parlamento do Reino Unido, fechando o porto de Boston.[17]
- 2 de junho: A Lei Marcial é declarada em Massachusetts.
- 22 de junho: Rei Jorge III do Reino Unido assina o Ato de Quebec.[18]
- 5 de agosto: George Washington é eleito um delegado para o Congresso Continental.[19]
- 5 de setembro a 26 de outubro: O Primeiro Congresso Continental ocorre com doze colônias, exceto a Geórgia, em Filadélfia, Pensilvânia.[2][16][20]

## 1775
- 11 de janeiro: Francis Salvador torna-se o primeiro judeu americano a ser eleito deputado para o congresso provincial da Carolina do Sul.[21]
- 9 de fevereiro: O Parlamento da Grã-Bretanha declara Massachusetts no estado da rebelião.[22]
- 27 de março: Thomas Jefferson é eleito delegado para o Segundo Congresso Continental.
- 19 de abril: Inicia a Guerra da Independência dos Estados Unidos com as Batalhas de Lexington e Concord.[2][23][24][25][26]
- 10 de maio: Líderes e representantes das Treze Colônias reúnem-se no Segundo Congresso Continental, na Filadélfia, Pensilvânia.[2][27][28]
- 10 de maio: John Hancock é eleito presidente do Congresso dos Estados Unidos.
- 7 de junho: As Colônias Unidas mudam o nome para os Estados Unidos (United States).
- 14 de junho: O Exército Continental é criado por uma resolução do Congresso Continental, dando origem ao Exército dos Estados Unidos.[29][30][31]
- 15 de junho: George Washington é nomeado como comandante-em-chefe do Exército Continental pelo Congresso Continental.[2][26][30][31]
- 26 de julho: O United States Post Office, atualmente a United States Postal Service, é criado por Benjamin Franklin, por um decreto do Segundo Congresso Continental, em Filadélfia.
- 13 de outubro: O Congresso Continental ordena a criação da Marinha Continental, que dá origem à Marinha dos Estados Unidos.[23][32][33]
- 10 de novembro: O Congresso Continental aprova uma resolução, que cria o Corpo de Fuzileiros Navais Continental (Continental Marines), também considerado o nascimento do Corpo de Fuzileiros Navais dos Estados Unidos.[23][32][34][35]

## 1776
- 2 de janeiro: A primeira bandeira norte-americana é levantada sobre a sede do Exército Continental, atualmente o Exército dos Estados Unidos, comandado por George Washington, em Cambridge, Massachusetts.[36][37][38]
- 5 de janeiro: Os eleitores de Nova Hampshire na convenção em Exeter adotam a primeira constituição escrita do estado americano.[39]
- 6 de abril: Os fuzileiros navais (marines) tornam-se os primeiros a ser mortos em combate durante o conflito entre os navios norte-americanos USS Alfred e US Cabot e a fragata britânica HMS Glasgow.[40]
- 2 de julho: A Declaração de Independência Americana, escrita por Thomas Jeffrson, é apresentada. A Resolução Lee (Lee Resolution) é aprovada pelo Congresso Continental.[41]
- 4 de julho: O Segundo Congresso Continental, realizado em Filadélfia, Pensilvânia, assina a Declaração da Independência Americana, escrita por Thomas Jefferson.[40][42][43][44][45][46]
- 7 de setembro: O primeiro submarino do mundo constituído por David Bushnell, Tartaruga (Turtle), é utilizado no Porto de Nova Iorque, na Guerra da Independência dos Estados Unidos.[42]
- 15 de setembro: Tropas britânicas ocupam a cidade de Nova Iorque.[43][47]

## 1777
- 3 de janeiro: General norte-americano George Washington derrota as forças britânicas, comandadas pelo General Charles Cornwallis, na Batalha de Princeton.[48][49]
- 5 de fevereiro: Os eleitores da Geórgia ratificam sua constituição do estado adotada pela convenção em 1775.[50]
- 14 de junho: Em Filadélfia, o Congresso Continental adota a primeira bandeira oficial dos Estados Unidos com 13 estrelas, que representam os treze estados.[29][51][52][53]
- 26 de setembro: Tropas britânicas, comandadas pelos generais William Howe e Charles Corwallis, ocupam Filadélfia e Germantown.[54][55]
- 7 de outubro: General britânico John Burgoyne é derrotado pelas tropas americanas na Segunda Batalha de Saratoga.[56]
- 17 de outubro: General britânico John Burgoyne se rende às tropas norte-americanas na Batalha de Saratoga.[57]
- 15 de novembro: Os Artigos da Confederação, a primeira constituição dos Estados Unidos, são aprovados pelo Segundo Congresso Continental.[43][44][58]
- 17 de dezembro: A França reconhece a independência norte-americana.[44][58]
- 20 de dezembro: Marrocos torna-se a primeira nação a reconhecer as Colônias Americanas.

## 1778
- 18 de janeiro: O explorador inglês James Cook torna-se o primeiro europeu a visitar as ilhas havaianas que ele nomeia as ilhas Sandwich.
- 5 de fevereiro: A Carolina do Sul torna-se o primeiro estado norte-americano a ratificar os Artigos da Confederação.
- 6 de fevereiro: O Tratado de Amizade e Comércio (Treaty of Amity and Commerce) e o Tratado da Aliança (Treaty of Alliance) são assinados entre os Estados Unidos e a França, em Paris.[43][44][59]
- 4 de maio: O Tratado de Amizade e Comércio com a França é ratificado pelo Congresso dos Estados Unidos.[44][59]
- 28 de junho: Tropas americanas, comandadas pelo General George Washington, derrotam os britânicos comandados por Sir Henry Clinton, na batalha de Monmouth, Nova Jérsei.[60][61]
- 21 de julho: A Carolina do Norte torna-se o segundo estado norte-americano a ratificar os Artigos da Confederação.[62]
- 22 de julho: A Pensilvânia torna-se o terceiro estado norte-americano a ratificar os Artigos da Confederação.
- 24 de julho: A Geórgia torna-se o quarto estado norte-americano a ratificar os Artigos da Confederação.[63]
- 8 de agosto: Nova Hampshire torna-se o quinto estado norte-americano a ratificar os Artigos da Confederação.
- 19 de setembro: O Congresso Continental aprova a primeira orçamento dos Estados Unidos.
- 26 de novembro: Nova Jérsei torna-se o sexto estado norte-americano a ratificar os Artigos da Confederação.
- 10 de dezembro: John Jay é eleito Presidente do Congresso Continental.

## 1779
- 3 de março: Força americana é derrotada pelo britânico na batalha de Brier Creek.[64][65]
- 11 de março: O Congresso Continental autoriza a criação do Corpo de Engenharia do Exército dos Estados Unidos (United States Army Corps of Engineers) dentro do Exército Continental.[66][67]
- 12 de abril: Os ministros da França e da Espanha assinam o Tratado de Aranjuez, na cidade espanhola de Aranjuez, aceitando guerra contra a Grã-Bretanha.[68][69]
- 5 de maio: O Delaware torna-se o sétimo estado norte-americano a ratificar os Artigos da Confederação.
- 12 de maio: Tropas britânicas capturam Charleston, Carolina do Sul.[44]
- 21 de junho: A Espanha declara guerra à Grã-Bretanha.[70][71][72]
- 11 de julho: Tropas francesas desembarcam em Newport, Rhode Island.[44]
- 17 de agosto: O Congresso Continental aprova os termos de paz com a Grã-Bretanha.[73][74]
- 23 de setembro: A fragata norte-americana USS Bonhomme Richard, comandada por John Paul Jones, envolve o navio de guerra britânico HMS Serapis na costa da Inglaterra, na Batalha de Flamborough Head.[75][76][77][78]
- 28 de setembro: Samuel Huntington é eleito presidente do Congresso Continental.[79]